# Слівна
Слівна (рум. Slivna) — село у повіті Галац в Румунії. Входить до складу комуни Берешть-Мерія.
Село розташоване на відстані 233 км на північний схід від Бухареста, 73 км на північ від Галаца, 122 км на південь від Ясс.

## Населення
За даними перепису населення 2002 року у селі проживали 828 осіб. Усі жителі села рідною мовою назвали румунську.
Національний склад населення села:
| Національність | Кількість осіб | Відсоток |
| -------------- | -------------- | -------- |
| румуни         | 809            | 97,7%    |
| цигани         | 19             | 2,3%     |